# حارة خديجة (المعلا)
حارة خديجة هي إحدى حارات حي مدرم الواقع بمديرية المعلا التابعة لمحافظة عدن، بلغ تعداد سكانها 2199 نسمة حسب تعداد اليمن لعام 2004.